# Fatima Whitbread
Fatima Whitbread (Stoke Newington, 3 marzo 1961) è un'ex giavellottista britannica, campionessa mondiale a Roma 1987 ed europea a Stoccarda 1986.

## Biografia
Oltre ai titoli ed alle medaglie ai mondiali ed agli europei vanta anche due medaglie olimpiche.

## Palmarès
| Anno | Manifestazione   | Sede        | Evento                 | Risultato | Prestazione | Note                  |
| ---- | ---------------- | ----------- | ---------------------- | --------- | ----------- | --------------------- |
| 1979 | Europei juniores | Bydgoszcz   | Lancio del giavellotto | Oro       | 58,20 m     |                       |
| 1980 | Giochi olimpici  | Mosca       | Lancio del giavellotto | 18ª       | 49,74 m     |                       |
| 1982 | Europei          | Atene       | Lancio del giavellotto | 8ª        | 65,10 m     |                       |
| 1983 | Mondiali         | Helsinki    | Lancio del giavellotto | Argento   | 69,14 m     |                       |
| 1984 | Giochi olimpici  | Los Angeles | Lancio del giavellotto | Bronzo    | 67,14 m     |                       |
| 1986 | Europei          | Stoccarda   | Lancio del giavellotto | Oro       | 76,32 m     |                       |
| 1987 | Mondiali         | Roma        | Lancio del giavellotto | Oro       | 76,64 m     | Record dei campionati |
| 1988 | Giochi olimpici  | Seul        | Lancio del giavellotto | Argento   | 70,32 m     |                       |